# تشوفينا
تشوفينا أو تشوبينا هي رقصة بوليفية من منطقة تشيكيتانا، حيث تؤدى في حفلات المهرجانات. وهي نوع موسيقي أصيل ينتمي إلى ثقافة الغواراني، والذي يملك تاريخا طويلا قبل عصر الاستعمار الأوروبي. تُقدم الرقصة مصحوبة بأدوات موسيقية مثل الفلوت والجيتار والكمان والطبل. الكلمات المرافقة للرقصة كلها بسيطة وتتعلق بحقائق الحياة اليومية لهذه الثقافة. يعود أصل الرقصة لشعب التشيكويتان، إذ تمكنت تشوفينا كإيقاع ورقص محلي من الانتشار في مناطق تشيكويتان وغيرها في شرق بوليفيا. تعد هذه الرقصة واحدة من أقدم الرقصات في بوليفيا، ولها العديد من أوجه الشبه مع التاكويراري مثل النظم الإيقاعية واللون والثنائيات المتزامنة مع السلم الموسيقي الخماسي. بعد الغزو الاستعماري، أصبح التشابه لهذا النوع مع أنواع أخرى مضللا، لا سيما مع ظهور الإيقاع الثلاثي، لذلك سيكون من المفارقة التاريخية أن ينسب ذلك إلى رقصة تشوفينا.

## الروابط الخارجية
- Música y letra de una Chovena